# Stadio Atatürk (Bolu)
Lo Stadio Atatürk di Bolu (in turco Bolu Atatürk Stadyumu) è uno stadio calcistico situato a Bolu, in Turchia.
È sede delle partite casalinghe del Boluspor.
L'impianto è stato inaugurato nel 1958 ed ha una capienza di 9 000 posti a sedere. Il terreno di gioco misura 68 x 105 m ed è in erba naturale.
Nella stagione 2008-2009 lo stadio è stato dotato di un impianto di illuminazione notturna e di un maxischermo.